# Hipótesis del zoológico

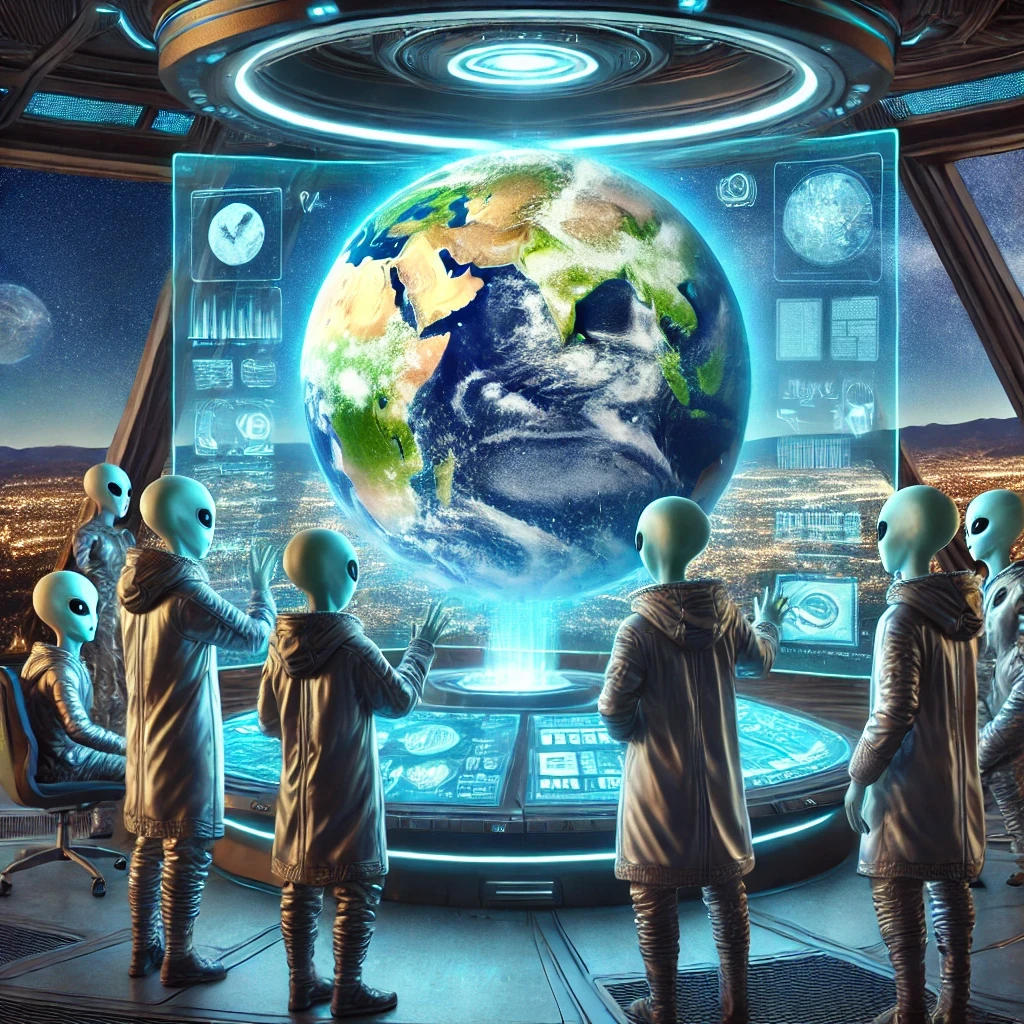
Unos extraterrestres observan la Tierra utilizando su telescopio espacial situado en algún lugar de nuestro sistema solar.

La hipótesis del zoológico es una de varias posibles respuestas a la Paradoja de Fermi, en relación con la aparente ausencia de evidencia que apoye la existencia de vida extraterrestre tecnológicamente avanzada. De acuerdo a esta hipótesis, los extraterrestres generalmente evitarían el contacto con humanos, interactuar con ellos o revelarles su existencia, para evitar influir en nuestro propio desarrollo, similar a como los cuidadores vigilan a los animales en los zoológicos.
Los que apoyan esta hipótesis, consideran que la Tierra y el Homo sapiens pueden estar bajo estricto escrutinio sin nuestro conocimiento, a través de métodos tan variados como equipo automático colocado en la Tierra u otros sitios del Sistema Solar, que envía información de regreso a los vigilantes. También se ha sugerido que el contacto extraterrestre se dará cuando la humanidad haya alcanzado un cierto grado de progreso.